# 藤岡清高
藤岡 清高（ふじおか きよたか、1974年11月10日 - ）は、日本の実業家。株式会社スタートアップクラス代表取締役CEO。iU情報経営イノベーション専門職大学客員教授。

## 経歴
東京都日野市生まれ。東京都立大学経済学部を卒業した。新卒で住友銀行（現在の三井住友銀行）に入行した。法人営業などに従事した後に退職し、慶應義塾大学大学院経営管理研究科を修了し、MBAを取得する。
2004年、株式会社ドリームインキュベータに参画し、スタートアップへの投資（ベンチャーキャピタル）、戦略構築、事業立ち上げ、実行支援、経営管理などに携わる。1200社以上のスタートアップ経営者に提言をする中で、起業家のほぼ全員が資金調達後に「人材採用」という課題に直面していることを知り、それを解決するべく、2011年に株式会社アマテラス(現社名：スタートアップクラス)を創業した。。

## 書籍
- 『「一度きりの人生、今の会社で一生働いて終わるのかな？」と迷う人のスタートアップ「転職×副業」術―人生を劇的に好転させる！生涯年収を最大化する！最高の教科書』（2023年4月28日、東洋経済新報社 ISBN 978-4-492-26117-0)